# Volkmar Weiss
Volkmar Weiss (* 23. Mai 1944 in Zwickau) ist ein deutscher Genetiker, Sozialhistoriker und Genealoge. Von 1990 bis 2007 war er Leiter der Deutschen Zentralstelle für Genealogie in Leipzig.
Weiss vertritt die These, dass menschliche Intelligenzunterschiede wesentlich durch die Variation eines Gens und die mendelschen Vererbungsregeln zu erklären seien. Soziale und polygene Faktoren hätten nur einen sekundären Einfluss. Soziale Klassen und Ethnien unterscheiden sich nach Weiss’ Meinung durch verschieden hohe IQ-Mittelwerte, wofür er als Ursache u. a. die Verteilung von Genvarianten innerhalb dieser Gruppen annimmt. Weiss’ Thesen haben in der Wissenschaft nur eine Randposition.
Aus den Ergebnissen seiner Intelligenzforschungen zieht er konkrete bildungs-, minderheits-, migrations- und ethnopolitische Schlussfolgerungen. Seine Ausführungen zum Verhältnis von Genetik und Biologie zur Gesellschaft rufen in der Öffentlichkeit überwiegend Ablehnung hervor, bis hin zum Vorwurf, es handle sich um „Vererbungslehre in NS-Tradition“. Politisch bewegt sich Weiss in rechtsextremistischen Zusammenhängen.

## Leben
Volkmar Weiss wurde nach eigenen Angaben als Sohn von Heinz Weiß (1920–1945) in Zwickau geboren. Nach dem Abitur 1962 in Annaberg-Buchholz studierte Volkmar Weiss ab 1963 Germanistik, Geographie und Biologie in Leipzig. Ab 1968 erhielt er eine Spezialausbildung in Anthropologie an der Humboldt-Universität zu Berlin. 1969 begann er mit der Erforschung des sozialen Hintergrunds der Mathematik-Hochbegabten der DDR, und er wurde in der Abteilung Soziologie der Akademie der Wissenschaften eingestellt. 1970 erhielt er von der Humboldt-Universität das Diplom für Biologie, 1972 wurde er zum Dr. rer. nat. promoviert. 1974 wechselte er nach Leipzig an die Deutsche Hochschule für Körperkultur. Ab 1977 war er in der Abteilung Bildungssoziologie des Zentralinstituts für Jugendforschung tätig. 1984 wurde er Mitarbeiter der Forschungsstelle für Regionalgeschichte des Zentralinstituts für Geschichte der Akademie der Wissenschaften der DDR in Berlin. Hier verfasste er eine Habilitationsschrift zur Sozialgeschichte Sachsens, die er 1993 verteidigte. 1990 wurde Weiss Leiter der Deutschen Zentralstelle für Genealogie in Leipzig, die 1995 dem Sächsischen Staatsarchiv Leipzig als Abteilung unterstellt wurde. Seit 2008 ist Weiss im Ruhestand.

## Politik

### Parteipolitik
Weiss gehörte im Januar 1990 zu den Gründungsmitgliedern der Deutschen Sozialen Union (DSU) und zu den Autoren des Parteiprogramms. Er war Vorsitzender der DSU Leipzig und hielt auf der Montagsdemonstration am 19. Februar 1990 in Leipzig eine Ansprache. Seine Forderung: „Die Deutsche Einheit – sofort“ wurde noch am selben Abend von ZDF und BBC übertragen. Bereits im Juni 1990 trat er in die CDU über, aus der er 1993 wieder austrat.

### Andere politische Aktivitäten
In der taz wurde Weiss kritisiert, schon jahrelang „in trüben braunen Gewässern“ zu fischen und mit wissenschaftlich „mehr als umstrittenen“ und in „NS-Tradition“ stehenden Ansichten am rechten Rand Zustimmung zu erhalten. In einem Vortrag 2004 zur bevorstehenden „Rentenkatastrophe“ etwa hatte er die Sorge der Nationalsozialisten für eine „Bestandserhaltung der Deutschen“ als für die Gegenwart vorbildlich gelobt, anderseits Geburtenkontrolle gefordert. „Denn, so Weiss, sinnlose, unbegrenzte Vermehrung gebe es nur noch im Tierreich – und bei der Familie Osama Bin Ladens sowie jüdischen Fundamentalisten.“
Weiss’ jüngere Publikations- und Artikulationsorte sind z. B. die Deutsche Studiengemeinschaft, der Leopold Stocker Verlag oder die Gesellschaft für freie Publizistik.
Bis zum Februar 2015 wurde Weiss als Mitherausgeber der politisch-wissenschaftlichen US-Zeitschrift Mankind Quarterly geführt. Diese Zeitschrift wird in der humanbiologischen Diskussion als „rassistische Programmschrift“ bewertet und hat zum Ziel „eine politische Beteiligung an der Diskussion um Rassentrennung unter wissenschaftlichen Zeichen“.
Mitherausgeber ist Weiss auch von Nouvelle École, einer von Alain de Benoist gegründeten Zeitschrift der Nouvelle Droite. Eine gewisse Rezeption erfährt er ebenfalls im nationalkonservativen Übergangsfeld nach Rechtsaußen.
Weiss referiert über seine wissenschaftlichen Theorien und Forschungen auf Vorträgen bei Vereinen und Gruppen, die elitenorientiert, bürgerlich-konservativ, vor allem aber am politischen rechten Rand einzuordnen sind.
Auf Vorschlag der Landtagsfraktion der NPD berief der Präsident des Landtags von Sachsen ihn im März 2005 als externen Experten in die Enquete-Kommission Demografische Entwicklung und ihre Auswirkungen für die Lebensbereiche der Menschen im Freistaat Sachsen sowie ihrer Folgen für die politischen Handlungsfelder, aus der er im Januar 2006 wieder ausschied. Des Weiteren war er Interviewpartner und Gastautor der Jungen Freiheit und der Deutschen Stimme der NPD.

## Wissenschaftliche und politische Positionen

### Intelligenz, Bevölkerungs- und Sozialpolitik
Weiss geht von kollektiv unterschiedlichen biologisch fixierten Graden der Intelligenz ethnischer und sozialer Gruppen in unterschiedlichen Gesellschaften aus. Eine so verteilte Intelligenz bleibe nicht ohne gravierende gesellschaftliche und wirtschaftliche Folgewirkungen für Staat und Gesamtgesellschaft, weshalb Weiss konkrete Forderungen für die bevölkerungs-, migrations- und bildungspolitische Praxis stellt.
So fordert er, dass „nur gut ausgebildete Menschen“ eingebürgert werden sollten, da diese auch intelligent seien. Da sich die Intelligenz der Eltern als die entscheidende Voraussetzung sozialer, beruflicher und wirtschaftlicher Erfolge auf die Kinder fortpflanze, fielen die Problemlagen bisheriger Immigration weg: Sie seien ja nicht in erster Linie durch sozioökonomische und soziokulturelle Einflüsse, sondern durch Zuwanderergruppen mit geringer Intelligenz verursacht.
Weiss ignoriert die umfangreiche neuere wissenschaftliche Literatur zu Roma. Er bezieht sich stattdessen auf Hermann Arnold, Arzt, Erbhygieniker und bekannter „Zigeunerforscher“ in der ausdrücklichen Nachfolge der NS-Rasseforschung, für die z. B. der Rassenforscher Robert Ritter mit seiner Rassenhygienischen Forschungsstelle steht. Ritter unterstellte „Zigeunern“ einen „angeborenen Schwachsinn“. Weiss teilt Arnolds und Ritters Grundposition, Historisch-Gesellschaftliches ins Biologische zu verschieben und für invariant zu erklären. Aus einem minderen Bildungs- und Ausbildungsniveau der tschechoslowakischen Roma leitet er einen mittleren IQ von 85 ab und erweitert seine Schlussfolgerung zu der Annahme, es scheine „für soziale Kasten, wie für die Neger in den USA, die Zigeuner in Europa und für die Burakumin in Japan ein mittlerer IQ von etwa 85 typisch zu sein“. Dies sieht er neben Analphabetismus und hoher Kriminalität als Ursache gesellschaftlicher Exklusion und der Entstehung sozialen Konfliktstoffs an.
In seiner Schrift Die IQ-Falle stellt Weiss die Auswirkungen des seiner Meinung nach niedrigen Intellekt von „Zigeunern“ am für ihn exemplarischen Fall der Roma in dem Ort Zendersch (Rumänien) dar. Seine Perspektive ist dabei bestimmt von den traditionellen raum- und zeitlosen Bildern des populären Antiziganismus. „Zigeuner“ bilden demnach einen Restbestand einer zutiefst fremden, zurückgebliebenen urtümlichen Wildbeuterpopulation, die in unwandelbarer Statik verharrt: „Die Zigeuner stellen also auch heute noch das entspannte Leben vor den wirtschaftlichen und sonstigen Erfolg. Noch immer ähneln sie Mitgliedern von Urgesellschaften, die, ohne auf Mehrwert zu schielen, gerade soviel arbeiten, daß es zum Leben reicht“.

### Intelligenz und Bildungspolitik
Weiss bedauert mit dem Hinweis auf die Grenzen von „Bildungsfähigkeit“ die größere Durchlässigkeit des Bildungssystems seit den 1970er Jahren als Folge der Bildungsreform. Er argumentiert dabei bevölkerungsbiologisch, beruft sich auf Rassenhygieniker wie Hans Harmsen und rechtsextreme Texte wie das Heidelberger Manifest. Das Sinken der „Bevölkerungsqualität“, „die Unterzahl der deutschen Elite“, könne nicht „mit mehr Schulstunden für die breite Mitte“ ausgeglichen werden. Im Rahmen einer deutschen Bevölkerungspolitik soll Bildungspolitik finanziert werden, „aber für deutsche Kinder – nicht für Sprachkurse und Ganztagsschulen“.
Weiss’ Modell einer Dreigliederung der Begabung korrespondiert mit dem für Deutschland in Abweichung vom europäischen Standard typischen dreigliedrigen Schulsystem. Es folgt dabei älteren bildungstheoretischen und -politischen Konstrukten, die dieses System legitimieren. Es entspreche der „natürlichen“ Verteilung der „Begabungen“ und den Anforderungen des Arbeitsmarkts am besten. Weiss bezieht sich ausdrücklich auf diese Vorstellungen, wenn er zustimmend Heinrich Weinstock zitiert: „Dreierlei Menschen braucht die Maschine, den, der sie bedient und im Gang hält; den, der sie repariert und verbessert; schließlich den, der sie erfindet und konstruiert.“

## Rezeption
In seiner Arbeit Psychogenetik: Humangenetik in Psychologie und Psychiatrie (1982; 1990 als Habilitationsschrift für Genetik verteidigt) beschrieb Weiss Abweichungen in der Normalverteilung bei Rohwerten von Intelligenztests. Die von ihm in seiner Stichprobe bemerkten drei „Leistungsstufen“ ließen sich auf die Gesamtbevölkerung verallgemeinern, und zwar in einer Verteilung von IQ-Erwartungswerten um 94 bei 68 %, um 112 bei 27 % und um 130 bei 5 %. Weiter legte er Daten vor, bei denen der IQ der Kinder von Eltern aus der niedrigen und hohen Gruppe wieder einen ähnlichen Wert aufweist, „während je ein Viertel der Kinder aller Eltern, deren IQ bei 112 liegt, in die darüber bzw. die darunter liegende Intelligenzgruppe gelangt.“ Beides erklärte er durch Vererbung eines einzigen, noch unbekannten Gens mit zwei Allelen nach den Mendelschen Gesetzen, das den wichtigsten Einfluss habe.
Zwar wird in der heutigen Intelligenzforschung die Bedeutung genetischer Faktoren anerkannt, mit dieser Zuspitzung vertritt Weiss jedoch eine Außenseiterposition. Damit interpretiert er Charles Spearmans Hypothese eines Generalfaktors der Intelligenz g. Außerdem geht er vom Informationsverarbeitungsmodell der Erlanger Schule der Informationspsychologie aus, nach dem die Kurzspeicherkapazität entscheidend für komplexere Denkprozesse sei, die sich wiederum aus Informationsverarbeitungsgeschwindigkeit und Gedächtnisspanne zusammensetze.
1993 stieß eine Veröffentlichung von Weiss in der Zeitschrift für pädagogische Psychologie auf Kritik durch den Psychologen Helmut Lukesch und die Humangenetikerin Gisela Grupe.
Gemäß Lukesch verkennt Weiss den Unterschied zwischen Intelligenz und Leistungskonzepten, wie etwa Schulnoten sie repräsentieren. Es sei verfehlt, den Abiturdurchschnitt als IQ-Indikator zu nehmen, wie es Weiss vertrete, da bereits Ergebnisse von Teilnehmern an Tests für die medizinischen Studiengänge als einer Art Intelligenztest mit deren Abiturdurchschnitten kaum korrelierten. Lukesch führte einige Studien an, nach denen die Berufe und die Sozialschichtindikatoren nur schwach mit dem IQ korrelierten. Weiss’ Intelligenzmodell erfasse die komplexen Zusammenhänge zwischen Beruf bzw. Sozialschichtzugehörigkeit und Intelligenz nicht hinreichend. Nicht eine genetische Prädisposition, sondern vor allem exogame Faktoren wie die Unterrichtsorganisation bewirkten Leistungseffekte.
Gemäß Grupe behandelt Weiss „soziale Verteilungen wie eine biologische Konstante“. So „verdingliche“ er allgemeine Intelligenz. Dafür fehle aber eine empirische Grundlage. Der Beruf könnte nur dann als Indikator für Intelligenz genommen werden, wenn „es keinerlei Lenkung der Berufswahl gegeben hat, und zwar weder von staatlicher Seite, noch aufgrund von Angebot und Nachfrage eines Arbeitsmarktes, noch aufgrund der aktuellen familiären Situation“. Zudem fehle Weiss ein „empirischer Zugang“ zu niedriger Intelligenz, weil Kreativität zwar auf einen hohen IQ hinweise, aber das Nichtvorhandensein von Kreativität nicht auf niedrige Intelligenz verweise.
Größeres Aufsehen erregen Weiss’ Veröffentlichungen gelegentlich im und durch den Journalismus. So kritisierte Andreas Speit an dem von Weiss vertretenen erbbiologischen Ansatz und an seiner Methodik – ausgehend von Stephen Jay Goulds Kritik an der Soziobiologie –, er schließe von statistischen Korrelationen auf Ursachen.
Weiss behauptet, Methoden der Quantenmechanik auf das menschliche Gehirn übertragen zu haben. Es liege eine Quantelung der Gedächtnisspanne und der Geschwindigkeit des Denkens vor, das heißt, es könnten nur eine Handvoll verschieden große Gedächtnisspannen bzw. Geschwindigkeiten auftreten und es gebe keine kontinuierliche Verteilung. Diese Geschwindigkeiten nennt er „Eigenfrequenzen des Gehirns“, welche stets nur ganzzahlige Vielfache von {\displaystyle \pi \,\mathrm {Hz} } (mit der Kreiszahl {\displaystyle \pi }) bzw. in neueren Veröffentlichungen von {\displaystyle 2\varphi \,\mathrm {Hz} } (mit dem goldenen Schnitt {\displaystyle \varphi }) sein könnten. Er vertrat die These, dass Intelligenzunterschiede allein durch die Unterschiede dieser Werte von Mensch zu Mensch festgelegt seien. Weiss bezeichnet diese Theorie als seine „originellste wissenschaftliche Leistung“. Im Rahmen dieser Arbeiten stellte er auch die physikalische These auf, dass die Plancklänge exakt {\displaystyle \varphi \cdot 10^{-35}\,{\rm {m}}} betrage.
Laut Volker Weiß, Andreas Kemper sowie Volkmar Weiss selbst hat Thilo Sarrazin einige zentrale Thesen und Formulierungen seines 2010 erschienenen Buches Deutschland schafft sich ab direkt von Volkmar Weiss übernommen. Daher beanspruchte Weiss in einer Rezension einen Teil des Erfolges des Buches für sich.

## Literarisches Werk
2007 veröffentlichte Weiss einen dystopischen Science-Fiction-Roman (Das Tausendjährige Reich Artam. Die alternative Geschichte 1941–2099) in Form einer Alternativweltgeschichte. Deutschland und Europa sind 2084 in einem „Großen Chaos“ zerfallen. Nur im Osten besteht noch das einigermaßen stabile Reich Artam, das sich gegen Partisanen wehren muss, die von Ostasien aus gesteuert werden. Hauptstadt ist das frühere Kiew, das nun Reichsburg heißt. Hier lebt Adrian Schwarz, Protagonist des Romans, der als Obersturmbannführer des Schwarzen Korps im Reichssippenamt arbeitet. Um die Geburtenrate und Kampfkraft zu erhöhen, wurde der Islam eingeführt. Schwarz ist mit den beiden Schwestern Gundula und Godela verheiratet. Das reicht ihm offenbar nicht, denn er beginnt eine Beziehung zur Russin Ludmila. Die Verbindung mit einer Slawin würde, falls sie entdeckt würde, vom Führer als „Rassenschande“ bezeichnet werden. Damit wären Adrian, Ludmila und auch ihr unehelicher Sohn German in höchster Gefahr.
Gemäß Nils M. Franke bedient sich der Roman des Artam-Kults, „nimmt historische Versatzteile und mischt sie zu einer kruden Zukunftserzählung in Abwandlung der deutschen Geschichte, wobei das Problem der «Rassenschande» und ihre Folgen die Triebfeder der Erzählung sind“. Als Grundlagenliteratur werde der umstrittene, teilweise auch als Vordenker des italienischen Faschismus gehandelte Theoretiker Vilfredo Pareto angeboten. Der Extremismusforscher Volker Weiß erwähnt den Roman als Beispiel, wie ein aktiver Autor aus dem Umfeld der NPD die Beziehung zum Islam strategisch sieht: „Anders als die Einwanderung kann der Islam aus dieser Sicht der nationalen Sache in zweierlei Hinsicht dienen: Entweder könne durch Konversion das im Islam verwurzelte Kriegerethos nutzbar gemacht werden, um Europa zur Wiedergeburt zu verhelfen, oder aber die Auseinandersetzung mit dem Islam eine Rückbesinnung auf die eigenen Wurzeln ermöglichen. Beide Fälle wären einer Überwindung des Hauptfeindes, des hedonistischen Amerikanismus, dienlich.“

## Schriften
- Psychogenetik: Humangenetik in Psychologie und Psychiatrie. VEB Gustav Fischer, Jena 1982, ISSN 0435-284X (Nachdruck in: Volkmar Weiss, Siegfried Lehrl, Helmar Frank: Psychogenetik der Intelligenz. Verlag Modernes Lernen, Dortmund 1986, ISBN 3-8080-0106-2).
- Bevölkerung und soziale Mobilität: Sachsen 1550–1880. Akademie-Verlag, Berlin 1993, ISBN 3-05-001973-5 ().
- (mit Katja Münchow:) Ortsfamilienbücher mit Standort Leipzig. 2. Auflage. Degener, Neustadt/Aisch 1998, ISBN 3-7686-2099-9.
- Die IQ-Falle: Intelligenz, Sozialstruktur und Politik. Leopold Stocker Verlag, Graz 2000, ISBN 3-7020-0882-9.
- Das Reich Artam. Die alternative Geschichte. Engelsdorfer Verlag, Leipzig 2007, ISBN 978-3-86703-226-1. 2., erweiterte Ausgabe: Das Tausendjährige Reich Artam. Die alternative Geschichte 1941–2099. Arnshaugk Verlag, Neustadt an der Orla 2011, ISBN 978-3-926370-45-7.
- Die Intelligenz und ihre Feinde: Aufstieg und Niedergang der Industriegesellschaft. Ares Verlag, Graz 2012, ISBN 978-3-902732-01-9.
- Vorgeschichte und Folgen des arischen Ahnenpasses: Zur Geschichte der Genealogie im 20. Jahrhundert. Arnshaugk, Neustadt an der Orla 2013, ISBN 978-3-944064-11-6.
- Die rote Pest aus grüner Sicht: Springkräuter – von Imkern geschätzt, von Naturschützern bekämpft. Leopold Stocker Verlag, Graz 2015, ISBN 978-3-7020-1506-0.
- Das IQ-Gen – verleugnet seit 2015: Eine bahnbrechende Entdeckung und ihre Feinde. Ares Verlag, Graz 2017, ISBN 978-3-902732-87-3.
- Keine Willkommenskultur für Douglasien im  deutschen Walde? Neustadt an der Orla: Arnshaugk 2017, ISBN 978-3-944064-76-5.
- Der erweiterte SächsArchReport. Eine Dokumentation des Leiters der Deutschen Zentralstelle für Genealogie 1990–2007. Arnshaugk, Neustadt an der Orla 2019.